# Primorskiella anodonta
Primorskiella anodonta — вид жуків родини перокрилок (Ptiliidae). Один з найменших видів жуків.

## Поширення
Вид виявлений лише у Приморському краї на сході Росії.

## Опис
Крихітний жук, завдовжки приблизно 0,45 мм. Тіло довгасте, крило волосисте. Вусики мають помітну клубоподібну булаву (зовнішній суглоб вужчий). Голова округла з досить великими фасетковими очима, передньоспинка округла.

## Спосіб життя
Жук живе у порах трутовикових грибів. Живиться спорами грибів.